# 馬自達737C
馬自達737C（（日語）マツダ・737C）是1985年由日本馬自達汽車公司關係企業Mazdaspeed設計開發、為參加JSPC全日本運動原型賽車耐久錦標賽（（日語）全日本スポーツプロトタイプカー耐久選手権）和利曼24小時耐力賽C2組的原型賽車（prototype racing car）。

## 概要
馬自達自1983年起持續參與C組賽車Group C Junior（1984年起改稱C2組）的賽事，737C乃最後一輛參與此級別之原型賽車。
1985年的利曼24小時耐力賽中，737C雖然以第40和44名的成績通過預賽，卻在決賽中發生引擎故障、變速箱軸承破損、電動機斷線導致電池蓄電耗盡等狀況。縱然最後跑完全程，成績卻不甚理想。

### 底盤
和馬自達727C一樣，底盤由Mooncraft（（日語）ムーンクラフト）打造，但軸距延長了80mm。此外，提高了底盤的剛性，也改變了單殼體車身的形狀和引擎擺放位置。為順應比賽規則，防傾桿改成鋼製，也加強了車身輕量化。

### 引擎
737C所搭載的引擎為13B型二轉子引擎，排氣量654c.c. X 2，最大輸出馬力300ps / 9,000rpm。

## 參賽歷程

### 1985年
- 4月：JSPC鈴鹿500公里錦標賽：第8名。
- 5月：JSPC富士1,000公里錦標賽：第4名。
- 5月：WSPC銀石（Silverstone Circuit）1,000公里耐力賽：淘汰 / 第16名。
- 6月：利曼24小時耐力賽：第24名 / 第19名。
- 7月：JSPC富士500英哩錦標賽：第7名 / 淘汰。
- 8月：JSPC鈴鹿1,000公里錦標賽：第11名 / 第10名。
- 10月：JSPC富士1,000公里錦標賽：二輛皆遭到淘汰。
- 11月：JSPC富士500公里錦標賽：淘汰 / 第8名。

### 1986年
由於Mazdaspeed另行打造出馬自達757新車，下半年度起737C交由靜岡馬自達（屬於地區性經銷商）組成的靜松賽車隊參賽。
- 6月：利曼24小時耐力賽：二輛皆遭到淘汰。
- 7月：JSPC富士500英哩錦標賽：第8名（靜松賽車隊）。
- 10月：JSPC富士1,000公里錦標賽：第30名（靜松賽車隊）。
- 11月：JSPC富士500公里錦標賽：第11名（靜松賽車隊）。

### 1987年
- 5月：JSPC富士1,000公里錦標賽：第12名（靜松賽車隊）。
- 7月：JSPC富士500英哩錦標賽：第12名（靜松賽車隊）。
- 9月：JSPC富士1,000公里錦標賽：第22名（靜松賽車隊）。
- 11月：JSPC富士500公里錦標賽：退賽（靜松賽車隊）。

### 1988年
- 3月：JSPC富士500公里錦標賽：第14名（靜松賽車隊）。

## 外部連結
- 【MAZDA】邁向勒芒（Le Mans）光榮之路